# Progetto Giove (romanzo Fredric Brown)
Progetto Giove (The Lights in the Sky Are Stars) è un romanzo di fantascienza dello scrittore statunitense Fredric Brown, edito nel 1953. È anche noto, in lingua originale, come Project Jupiter, da cui è tratta la versione del titolo in italiano.
È stato edito per la prima volta in italiano nel 1955, tradotto da Franco Invernizzi, nella collana Il Romanzo per Tutti del Corriere della Sera. Una nuova traduzione, ad opera di Giuseppe Lippi, è stata edita nel 1988, 1989 e 2017 dalla Mondadori.
Il romanzo è stato anche tradotto anche in svedese (1959), tedesco (1972), portoghese (1976) e francese (1984).

## Ambientazione
Il romanzo è ambientato negli Stati Uniti, quarant'anni nel futuro rispetto a quando Fredric Brown ne ha redatto la prima versione nel 1953.
Un balzo tecnologico avvenuto nei laboratori di Los Alamos ha condotto nel 1964 allo sviluppo del "razzo atomico", che ha permesso di superare i limiti dei razzi a propellente chimico. Così, negli anni settanta, gli americani hanno raggiunto con facilità le superfici della Luna, sulla quale hanno stabilito una base, di Marte, sul quale hanno fondato una colonia, e di Venere. Tuttavia, un tale successo nella corsa allo spazio con i sovietici, ha tolto loro il mordente al prosieguo dell'esplorazione del Sistema solare, che si è interrotta nel ventennio successivo.
Ad ogni modo, nel futuro immaginato da Brown, i razzi sono un mezzo di trasporto costoso, ma sicuro, utilizzato negli spostamenti transcontinentali, mentre l'uso di elicotteri e stratojet è limitato alle tratte più brevi.

## Trama
Nel 1997, Max Andrews è un tecnico di mezz'età specializzato nella manutenzione dei razzi, reduce da un non meglio specificato incidente. Dal torpore nel quale è caduto, viene svegliato dalla notizia che Ellen Gallagher, candidata al Senato degli Stati Uniti per lo stato della California, intende perorare, se eletta, la causa di una missione esplorativa umana di Giove, indicata come "Progetto Giove". Ciò lo induce a lasciare, ancora convalescente, l'abitazione del fratello Bill, a Seattle, per raggiungere San Francisco ed aiutare la Gallagher nella sua campagna elettorale.
Tuttavia, un fanatico dello spazio (o uno di coloro che ancora posseggono «il Sogno», parafrasando le parole di Brown) è il meno adatto ad affiancare Ellen Gallagher nei giorni precedenti alle elezioni, con la sconfitta di lei resa sempre più probabile, in uno stato solitamente conservatore, proprio per via del suo supporto al Progetto Giove. Avrebbe qualche possibilità di vittoria, tuttavia, se venissero provate le accuse di corruzione rivolte al suo sfidante, Dwight Layton. È con tale scopo che Max s'introduce nello studio di Layton e riesce a recuperare un registro delle transazioni fraudolente da lui commesse come sindaco di Sacramento. Lo scandalo che ne deriva è tale da portare la Gallagher ad essere facilmente eletta.
Decollata alla volta di San Francisco per celebrare la vittoria con gran parte dei suoi collaboratori, tra cui Emmett Bradley, ideatore del Progetto Giove, Ellen Gallagher è tra i pochi sopravvissuti allo schianto dello stratojet in atterraggio. Nella lunga fase di convalescenza, Max riesce ad avvicinarla ed a collaborare con lei nella pianificazione dei passi che dovrebbero portare alla realizzazione della missione. In cambio dell'aiuto ricevuto, Ellen Gallagher è disposta a fare in modo che Max ottenga la vicedirezione del Progetto Giove, cui corrisponderebbe la direzione esecutiva della realizzazione del razzo. A tale scopo, gli chiede di laurearsi in ingegneria aerospaziale e assumere un ruolo dirigenziale presso un razzoporto statunitense, rinunciando alle mansioni più tecniche che lui ha fino ad allora preferito.
La lunga collaborazione, ad ogni modo, porta anche Max ed Ellen a conoscersi in modo più affrondito ed a subire ciascuno il fascino dell'altra. Iniziano quindi una relazione, sulla quale mantengono uno stretto riserbo per evitare che possano essere mosse loro accuse di conflitto di interessi. La lunga fase preparatoria da loro predisposta risulta efficace e il Progetto Giove viene approvato, con Max ufficiosamente alla vicedirezione, nel 1999. Tuttavia, Ellen ha sottovalutato una serie di mal di testa di cui ha ripetutamente sofferto nelle fasi preparatorie e muore per un tumore cerebrale.
Max decide di dedicare tutto sé stesso al progetto, lavorando sodo e ottenendo rapidamente dei risultati. Tuttavia viene scoperta una menzogna raccontata prima di tutto a sé stesso, un'autoillusione, nata dallo shock seguito all'incidente che gli ha impedito - appena diplomato - di diventare un astronauta, che nel tempo è diventata parte integrante della narrazione della sua stessa vita. Allontanato dal progetto, sprofonda nell'ennesimo periodo nero, che sempre accompagna il recupero della consapevolezza sulla realtà dei fatti. Nulla sembra poterlo salvarlo, se non il tornare ai "suoi" razzi e la possibilità di trasmettere il «Sogno» al nipote, Bill Jr., col quale nel 2001 va ad assistere al lancio della prima missione umana su Giove.

## Critica
Giuseppe Lippi sottolinea la realisticità del romanzo nel descrivere i passaggi che conducono alla progettazione ed approvazione della missione, risultando «aggiornato e plausibile» nonostante sia stato scritto negli anni cinquanta. Ne sottolinea, tuttavia, l'«amarezza», con la critica che il romanzo propone per la grettezza e il conservatorismo del presente, proiettato in un futuro volgare.

## Edizioni
- (EN) Fredric Brown, The Lights in the Sky Are Stars, E. P. Dutton, 1953.
- Fredric Brown, 1997, traduzione di Franco Invernizzi, Il Romanzo per Tutti Anno XI - n° 7, Milano, Corriere della Sera, 1955.
- Fredric Brown, Progetto Giove, traduzione di Giuseppe Lippi, Oscar n° 2058, Milano, Arnoldo Mondadori Editore, 1988.
- Fredric Brown, Progetto Giove, in Assurdo universo Progetto Giove Il vagabondo dello spazio Gli strani suicidi di Bartlesville, traduzione di Giuseppe Lippi, I Massimi della Fantascienza n° 19, Milano, Arnoldo Mondadori Editore, 1989.
- Fredric Brown, Progetto Giove, in Progetto Giove, traduzione di Giuseppe Lippi, Urania Millemondi n° 78, Milano, Arnoldo Mondadori Editore, 2017.